# Restauración de los Everglades

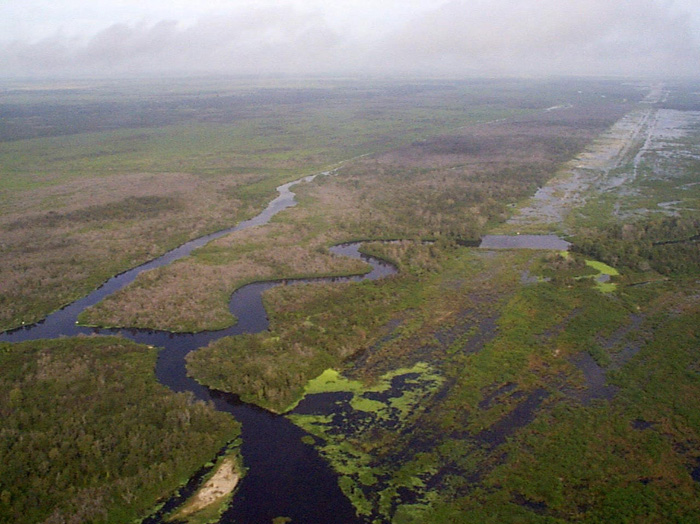
Una parte del canal C-38, terminado en 1971, ahora rellenado para devolver la llanura aluvial del río Kissimmee a un estado más natural.

El actual esfuerzo por remediar los daños infligidos durante el siglo XX a los Everglades, una región de humedales tropicales del sur de Florida, es el intento de reparación medioambiental más caro y exhaustivo de la historia. La degradación de los Everglades se convirtió en un problema en los Estados Unidos a principios de la década de 1970, tras una propuesta para construir un aeropuerto en el pantano Big Cypress Swamp. Los estudios indicaban que el aeropuerto habría destruido el ecosistema del sur de Florida y el Parque Nacional de los Everglades. Tras décadas de prácticas destructivas, tanto las agencias estatales como las federales buscan formas de equilibrar las necesidades del entorno natural del sur de Florida con los centros urbanos y agrícolas que han crecido reciente y rápidamente en los Everglades y sus inmediaciones.
En respuesta a las inundaciones provocadas por los huracanes de 1947, se creó el Proyecto de Control de Inundaciones del Centro y Sur de Florida (C&SF) para construir dispositivos de control de inundaciones en los Everglades. El C&SF construyó 1.400 millas (2.300 km) de canales y diques entre los años 1950 y 1971 en todo el sur de Florida. Su última empresa fue el canal C-38, que enderezó el río Kissimmee y causó daños catastróficos en los hábitats animales, afectando negativamente a la calidad del agua de la región. El canal se convirtió en el primer proyecto de la C&SF en revertirse cuando el canal de 35 km (22 millas) empezó a rellenarse, o rellenarse de nuevo con el material excavado en él, en la década de 1980.
Cuando en 1986 se descubrieron altos niveles de fósforo y mercurio en las vías fluviales, la calidad del agua se convirtió en el centro de atención de los organismos de gestión del agua. Se libraron costosas y largas batallas judiciales entre varias entidades gubernamentales para determinar quién era responsable de vigilar y hacer cumplir las normas de calidad del agua. El gobernador Lawton Chiles propuso un proyecto de ley que determinaba qué organismos tendrían esa responsabilidad y fijaba plazos para que los niveles de contaminantes disminuyeran en el agua. Al principio, el proyecto fue criticado por los grupos conservacionistas por no ser lo bastante estricto con los contaminadores, pero en 1994 se aprobó la Ley de los Everglades para Siempre de Florida (Florida Everglades Forever Act, FEFA por sus siglas en inglés). Desde entonces, el Distrito de Gestión del Agua del Sur de Florida (SFWMD) y el Cuerpo de Ingenieros del Ejército de EE. UU. han superado las expectativas para conseguir niveles más bajos de fósforo.
Una comisión nombrada por el gobernador Chiles publicó un informe en 1995 en el que se afirmaba que el sur de Florida era incapaz de sostener su crecimiento y que el deterioro del medio ambiente estaba afectando negativamente a la vida cotidiana de sus residentes. Se preveía que el deterioro medioambiental perjudicaría al turismo y a los intereses comerciales si no se tomaban medidas para frenar las tendencias actuales. Los resultados de un estudio de ocho años que evaluaba la C&SF se presentaron al Congreso de Estados Unidos en 1999. El informe advertía de que si no se tomaban medidas la región se deterioraría rápidamente. Se promulgó una estrategia denominada Plan Integral de Restauración de los Everglades (CERP) para restaurar partes de los Everglades, el lago Okeechobee, el río Caloosahatchee y la bahía de Florida con el fin de deshacer los daños de los últimos 50 años. Su ejecución duraría 30 años y costaría 7.800 millones de dólares. Aunque el plan se convirtió en ley en 2000, se ha visto comprometido por problemas políticos y de financiación.

## Antecedentes

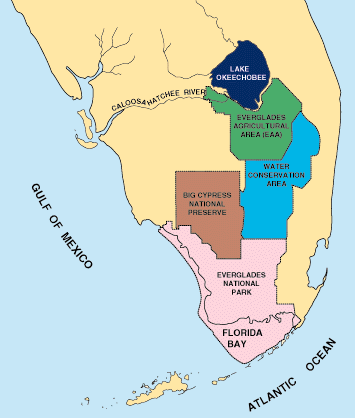
Compartimentos establecidos por proyectos de la C&SF que separaron los Everglades históricos en Áreas de Conservación del Agua y el Área Agrícola de los Everglades. Una cuarta parte de los Everglades originales se conserva en el Parque Nacional de los Everglades.

Los Everglades forman parte de una cuenca hidrográfica muy extensa que comienza en las proximidades de Orlando. El río Kissimmee desagua en el lago Okeechobee, un lago de 1.900 km² con una profundidad media de 2,7 m. Durante la estación húmeda, cuando el lago supera su capacidad, el agua sale por un río muy ancho y poco profundo de unos 100 km². Durante la estación húmeda, cuando el lago supera su capacidad, el agua sale del lago en un río muy ancho y poco profundo, de unas 100 millas (160 km) de largo y 60 millas (97 km) de ancho. Este flujo ancho y poco profundo se conoce como flujo en lámina. El terreno se inclina gradualmente hacia la bahía de Florida, destino histórico de la mayor parte del agua que sale de los Everglades. Antes de los intentos de drenaje, los Everglades abarcaban 10.000 km² (4.000 millas cuadradas), ocupando un tercio de la península de Florida.
Desde principios del siglo XIX, los Everglades han sido objeto de interés para el desarrollo agrícola. El primer intento de drenar los Everglades se produjo en 1882, cuando el promotor inmobiliario de Pensilvania Hamilton Disston construyó los primeros canales. Aunque estos intentos fueron en gran parte infructuosos, la compra de tierras por parte de Disston estimuló el turismo y el desarrollo inmobiliario del estado. Las motivaciones políticas del gobernador Napoleón Bonaparte Broward dieron lugar a más intentos exitosos de construcción de canales entre 1906 y 1920. Los humedales recuperados recientemente se utilizaron para el cultivo de caña de azúcar y hortalizas, al tiempo que se iniciaba el desarrollo urbano en los Everglades.
El huracán de Miami de 1926 y el huracán de Okeechobee de 1928 causaron una gran devastación e inundaciones que llevaron al Cuerpo de Ingenieros del Ejército a construir un dique alrededor del lago Okeechobee. El muro de cuatro pisos cortó el paso del agua a los Everglades. Las inundaciones provocadas por los huracanes de 1947 motivaron al Congreso de EE UU a crear el Proyecto de Control de Inundaciones del Centro y Sur de Florida (C&SF), responsable de la construcción de 2.300 km de canales y diques, cientos de estaciones de bombeo y otros dispositivos de control del agua. La C&SF estableció Áreas de Conservación del Agua (WCA) en el 37% de los Everglades originales, que actuaban como embalses que suministraban el exceso de agua al área metropolitana del sur de Florida o la vertían en el océano Atlántico o el golfo de México. La C&SF también estableció el Área Agrícola de los Everglades (EAA), donde se cultiva la mayor parte de la caña de azúcar de Estados Unidos. Cuando se creó la EAA, abarcaba aproximadamente el 27% de los Everglades originales.
En la década de 1960, el desarrollo urbano y el uso agrícola habían reducido considerablemente el tamaño de los Everglades. El 25% restante de los Everglades en su estado original está protegido en el Parque Nacional de los Everglades, pero el parque se creó antes que la C&SF y dependía de las acciones de la C&SF para liberar agua. Cuando Miami y otras áreas metropolitanas empezaron a invadir los Everglades en la década de 1960, se produjeron batallas políticas entre la administración del parque y la C&SF cuando la insuficiencia de agua en el parque sumió los ecosistemas en el caos. Los fertilizantes utilizados en el EAA empezaron a alterar el suelo y la hidrología del Parque Nacional de los Everglades, provocando la proliferación de especies de plantas exóticas. Una propuesta para construir un enorme aeropuerto de reacción en el pantano Big Cypress Swamp en 1969 centró la atención en los degradados sistemas naturales de los Everglades. Por primera vez, los Everglades se convirtieron en objeto de conservación medioambiental.

## Los Everglades como prioridad
La protección del medio ambiente se convirtió en una prioridad nacional en la década de 1970. En enero de 1971, la revista Time la declaró tema del año y la calificó como "el problema más grave al que se enfrenta la comunidad estadounidense, muy por delante de la delincuencia, las drogas y las escuelas deficientes".  Cuando el sur de Florida sufrió una grave sequía entre 1970 y 1975, y Miami sólo recibió 840 mm de lluvia en 1971 -560 mm menos que la media-, la atención de los medios de comunicación se centró en los Everglades. Con la ayuda de Nathaniel Reed, ayudante del gobernador, y Arthur R. Marshall, biólogo del Servicio de Pesca y Vida Silvestre de Estados Unidos, los políticos empezaron a tomar medidas. En 1972, el gobernador Reubin Askew puso en marcha la Ley de Conservación de Tierras, que permitía al estado utilizar bonos de 240 millones de dólares aprobados por los votantes para comprar tierras consideradas únicas e irremplazables desde el punto de vista medioambiental. Desde entonces, Florida ha comprado más tierras para uso público que ningún otro estado. En 1972, el presidente Richard Nixon declaró el pantano de Big Cypress -destinado a albergar el aeropuerto de Miami en 1969- de protección federal; en 1974 se estableció la Reserva Nacional de Big Cypress y ese mismo año se creó la Reserva Estatal de Fakahatchee Strand.
En 1976, el Parque Nacional de los Everglades fue declarado Reserva Internacional de la Biosfera por la UNESCO, que también lo incluyó en la lista de Patrimonio de la Humanidad en 1979. La Convención de Ramsar designó los Everglades Humedal de Importancia Internacional en 1987. Sólo tres lugares de la Tierra han aparecido en las tres listas: El Parque Nacional de los Everglades, el lago Ichkeul en Túnez y el lago Srébarna en Bulgaria.

### Río Kissimmee
En la década de 1960, la C&SF fue objeto de un creciente escrutinio por parte de los supervisores gubernamentales y los grupos conservacionistas. Los críticos sostenían que su tamaño era comparable al de los proyectos de construcción de presas de la Tennessee Valley Authority durante la Gran Depresión, y que la construcción había alcanzado los miles de millones de dólares sin ninguna resolución o plan aparente. Los proyectos de la C&SF se han caracterizado como parte de ciclos de "crisis y respuesta" que "ignoraban las consecuencias para todo el sistema, asumían la certeza del futuro y lograban resolver la crisis momentánea, pero ponían en marcha condiciones que exageraban las crisis futuras". El último proyecto, construir un canal para enderezar la sinuosa llanura aluvial del río Kissimmee que históricamente había alimentado el lago Okeechobee, que a su vez alimentaba los Everglades, comenzó en 1962. Marjory Stoneman Douglas escribió más tarde que los proyectos de C&SF eran una "estupidez interrelacionada", coronada por el canal C-38.Diseñado para sustituir un río serpenteante de 140 km (90 millas) por un canal de 84 km (52 millas), el canal se terminó en 1971 y costó 29 millones de dólares. Suprimió aproximadamente 180 km² de marismas con estanques de retención, presas y vegetación. La pérdida de hábitat ha provocado una drástica disminución de aves acuáticas, zancudas y peces. Las llanuras aluviales recuperadas fueron ocupadas por la agricultura, que introdujo fertilizantes e insecticidas en el lago Okeechobee. Incluso antes de que se terminara el canal, organizaciones conservacionistas y grupos de pesca y caza deportiva reclamaban la restauración del río Kissimmee.

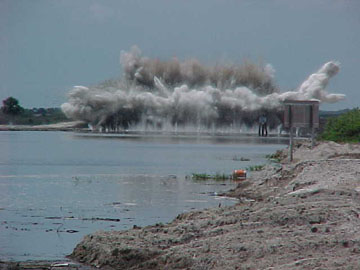
La estructura 65B del río Kissimmee es destruida por el Cuerpo de Ingenieros en 2000 para restablecer el caudal natural del río.

Arthur R. Marshall dirigió los esfuerzos para deshacer el daño. Según Douglas, Marshall consiguió presentar los Everglades desde la cadena de lagos Kissimmee hasta la bahía de Florida -incluyendo la atmósfera, el clima y la caliza- como un único organismo. En lugar de quedar en manos de las organizaciones conservacionistas, la causa de la restauración de los Everglades se convirtió en una prioridad para los políticos. Douglas observó: "Marshall logró la extraordinaria magia de sacar para siempre a los Everglades de la categoría de "corazones sangrantes". A instancias de Marshall, el recién elegido gobernador Bob Graham anunció en 1983 la creación de la campaña "Salvemos nuestros Everglades", y en 1985 levantó la primera pala de relleno de una parte del canal C-38.  En un año, la zona quedó cubierta de agua, volviendo a su estado original. Graham declaró que, para el año 2000, los Everglades se parecerían lo más posible a su estado anterior al drenaje. El proyecto de restauración del río Kissimmee fue aprobado por el Congreso en la Ley de Desarrollo de Recursos Hídricos de 1992. Se calculó que el proyecto costaría 578 millones de dólares para convertir sólo 22 millas (35 km) del canal; el coste se dividiría entre el estado de Florida y el gobierno de EE. UU., siendo el estado el responsable de la compra de los terrenos que se restaurarían. En 2002, un jefe de proyecto del Cuerpo de Ingenieros del Ejército explicó: "Lo que estamos haciendo a esta escala se llevará a una escala mayor cuando hagamos la restauración de los Everglades". Se calculaba que todo el proyecto estaría terminado en 2011, pero se completó en julio de 2021. En total, se restauraron unos 71 km del río Kissimmee, además de 20.000 acres de humedales.

## Calidad del agua

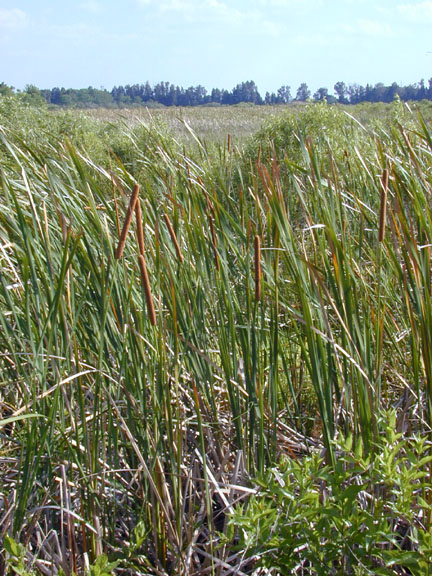
La espadaña indica la presencia de fósforo en el agua. La espadaña es una especie invasora que desplaza a la hierba de sierra y crece demasiado espesa para permitir la nidificación de aves y caimanes.

La atención a la calidad del agua se centró en el sur de Florida en 1986, cuando se produjo una floración generalizada de algas en una quinta parte del lago Okeechobee. Se descubrió que la proliferación se debía a los fertilizantes de la zona agrícola de los Everglades. Aunque las leyes de 1979 prohibían que los productos químicos utilizados en la zona agrícola de los Everglades se depositaran en el lago, se vertían en los canales que alimentaban las zonas de conservación del agua de los Everglades y, finalmente, se bombeaban al lago. Los microbiólogos descubrieron que, aunque el fósforo ayuda al crecimiento de las plantas, destruye el perifiton, uno de los componentes básicos de la marga de los Everglades. La marga es uno de los dos tipos de suelo de los Everglades, junto con la turba; se encuentra donde partes de los Everglades se inundan durante periodos más cortos al secarse las capas de perifiton. La mayoría de los compuestos de fósforo también eliminan el oxígeno disuelto en la turba y favorecen el crecimiento de algas, lo que provoca la muerte de invertebrados autóctonos y la sustitución de la hierba de sierra por totoras invasoras que crecen demasiado altas y espesas para permitir la anidación de aves y caimanes. El agua analizada mostró 500 partes por billón (ppb) de fósforo cerca de los campos de caña de azúcar. En 1987, la legislación estatal obligó a reducir el fósforo en un 40% para 1992.
Los intentos de corregir los niveles de fósforo en los Everglades encontraron resistencia. La industria de la caña de azúcar, dominada por dos empresas llamadas U.S. Sugar y Flo-Sun, era responsable de más de la mitad de la cosecha en los EAA. Estaban bien representadas en los gobiernos estatal y federal por grupos de presión que protegían con entusiasmo sus intereses. Según la Audubon Society, la industria azucarera, apodada "Big Sugar", donaba más dinero a partidos políticos y candidatos que General Motors. La industria azucarera intentó bloquear estudios sobre aguas contaminadas financiados por el gobierno, y cuando el fiscal federal de Miami culpó a la industria azucarera en una acción legal para proteger el Parque Nacional de los Everglades, Big Sugar intentó que se retirara la demanda y se despidiera al fiscal. Entre 1988 y 1992 se entabló una costosa batalla legal entre el Estado de Florida, el gobierno estadounidense y la industria azucarera para resolver quién era responsable de las normas de calidad del agua, el mantenimiento del Parque Nacional de los Everglades y el Refugio Nacional de Vida Silvestre Arthur R. Marshall Loxahatchee.
Otra preocupación sobre la calidad del agua surgió cuando se descubrió mercurio en el pescado en la década de 1980. Dado que el mercurio es perjudicial para el ser humano, se publicaron advertencias para los pescadores que desaconsejaban el consumo de pescado capturado en el sur de Florida, y los científicos se alarmaron cuando se encontró una pantera de Florida muerta cerca de Shark River Slough con niveles de mercurio lo suficientemente altos como para ser mortales para el ser humano. Cuando se ingiere mercurio, éste afecta negativamente al sistema nervioso central y puede causar daños cerebrales y defectos congénitos. Los estudios sobre los niveles de mercurio descubrieron que se bioacumula a través de la cadena alimentaria: los animales que se encuentran más abajo en la cadena tienen cantidades reducidas, pero a medida que se los comen animales más grandes, la cantidad de mercurio se multiplica. La dieta de la pantera muerta consistía en animales pequeños, incluidos mapaches y caimanes jóvenes. Se descubrió que la fuente del mercurio eran las incineradoras de residuos y las centrales eléctricas de combustibles fósiles que expulsaban el elemento a la atmósfera, que se precipitaba con la lluvia o, en la estación seca, con el polvo. Las bacterias naturales de los Everglades, cuya función es reducir el azufre, también transforman los depósitos de mercurio en metilmercurio. Este proceso fue más drástico en las zonas donde las inundaciones no eran tan frecuentes. Debido a los requisitos que redujeron las emisiones de las centrales eléctricas y las incineradoras, los niveles de mercurio encontrados en animales más grandes también disminuyeron: aproximadamente un 60% en peces y un 70% en aves, aunque algunos niveles siguen siendo preocupantes para la salud de las personas.

### Ley de los Everglades para Siempre (“Everglades Forever”)

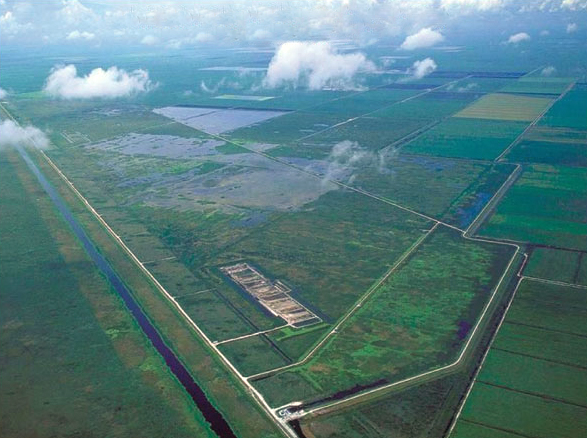
Vista aérea de zonas de tratamiento de aguas pluviales en el norte de los Everglades bordeadas por campos de caña de azúcar a la derecha.

En un intento de resolver el atolladero político sobre la calidad del agua, el gobernador Lawton Chiles presentó en 1994 un proyecto de ley para limpiar el agua de la EAA que se vertía en la parte baja de los Everglades. El proyecto de ley afirmaba que "el ecosistema de los Everglades debe restaurarse tanto en términos de calidad como de cantidad de agua y debe preservarse y protegerse de forma integral y a largo plazo". Garantizaba que el Departamento de Protección Ambiental de Florida  (DEP) y el Distrito de Administración del Agua del Sur de la Florida (SFWMD) se encargarían de investigar la calidad del agua, hacer cumplir la mejora del suministro de agua, controlar las especies exóticas y recaudar impuestos, con el objetivo de disminuir los niveles de fósforo en la región. Permitía la compra de terrenos donde se enviarían los contaminantes para "tratar y mejorar la calidad de las aguas procedentes del EAA".
Los detractores del proyecto de ley argumentaron que el plazo para cumplir las normas se retrasaba innecesariamente hasta 2006 -un periodo de 12 años- para imponer una mejor calidad del agua. También sostenían que no obligaba a los cultivadores de caña de azúcar, que eran los principales contaminadores, a pagar una parte suficiente de los costes, y aumentaba el umbral de lo que era una cantidad aceptable de fósforo en el agua de 10 ppb a 50 ppb. El gobernador Chiles la bautizó inicialmente como Ley Marjory Stoneman Douglas, pero Douglas estaba tan poco impresionada con las medidas que tomaba contra los contaminadores que escribió a Chiles y exigió que se suprimiera su nombre. A pesar de las críticas, la legislatura de Florida aprobó la Ley en 1994. El SFWMD declaró que sus acciones habían superado las expectativas antes de lo previsto, al crear Áreas de Tratamiento de Aguas Pluviales (STA) dentro de la EAA que contienen una sustancia a base de calcio, como roca caliza, dispuesta en capas entre la turba y rellena de perifiton calcáreo. Las primeras pruebas realizadas por el Cuerpo de Ingenieros del Ejército revelaron que este método redujo los niveles de fósforo de 80 ppb a 10 ppb. Las STA están destinadas a tratar el agua hasta que los niveles de fósforo sean lo suficientemente bajos como para ser liberados en el Refugio Nacional de Vida Silvestre Loxahatchee u otras WCA.

## Preocupación por la fauna
La intrusión de zonas urbanas en espacios naturales ha tenido un impacto sustancial en la vida salvaje, y varias especies de animales se consideran en peligro en la región de los Everglades. Un animal que se ha beneficiado de la protección de especies en peligro es el caimán americano (Alligator mississippiensis), cuyos agujeros dan refugio a otros animales, permitiendo a menudo que muchas especies sobrevivan en épocas de sequía. El aligátor, que antaño abundaba en los Everglades, fue incluido en la lista de especies en peligro de extinción en 1967, pero un esfuerzo combinado de organizaciones federales y estatales y la prohibición de la caza de aligátores permitieron su recuperación; en 1987 se declaró totalmente recuperado y ya no es una especie en peligro de extinción. Sin embargo, se ha descubierto que los territorios y las masas corporales medias de los aligátores son en general más pequeños que en el pasado, y como las poblaciones se han reducido, su papel durante las sequías se ha vuelto limitado.
El cocodrilo americano (Crocodylus acutus) también es originario de la región y está clasificado como especie en peligro desde 1975. A diferencia de sus parientes los caimanes, los cocodrilos tienden a prosperar en hábitats salobres o de agua salada, como las costas estuario o marinas. Su principal amenaza son las molestias causadas por el hombre. Demasiado contacto con los humanos hace que las hembras abandonen sus nidos, y los machos en particular suelen ser víctimas de colisiones con vehículos cuando recorren grandes territorios e intentan cruzar la carretera U.S. 1 y Card Sound Road en los Cayos de Florida. Se calcula que hay entre 500 y 1.000 cocodrilos en el sur de Florida.

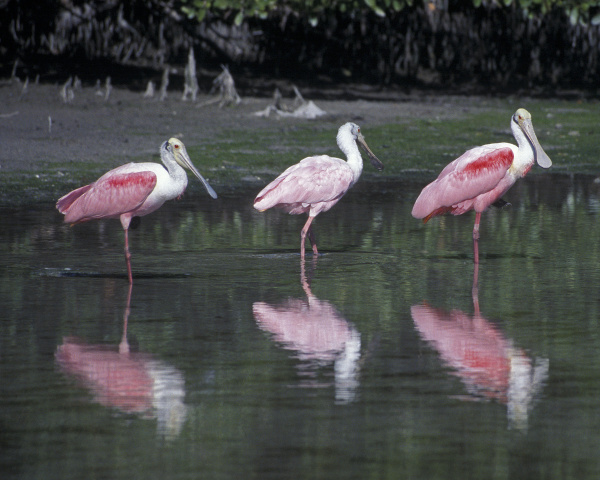
Las espátulas rosadas, junto con otras aves zancudas, han disminuido un 90% desde las décadas de 1930 y 1940.

El animal más amenazado de la región de los Everglades es la pantera de Florida (Puma concolor coryi), una especie que antaño vivía en todo el sureste de Estados Unidos: en 1995 sólo quedaban 25-30 ejemplares en libertad. La pantera está más amenazada por la invasión urbana, ya que los machos necesitan aproximadamente 200 millas cuadradas (520 km²) para reproducirse. Un macho y de dos a cinco hembras pueden vivir en ese territorio. Cuando se pierde el hábitat, las panteras luchan por el territorio. Después de las colisiones con vehículos, la segunda causa más frecuente de muerte de panteras son las agresiones intraespecíficas. En la década de 1990, la expansión urbana desplazó a las panteras del suroeste de Florida, ya que Naples y Ft. Myers empezaron a expandirse hacia el oeste de los Everglades y el pantano Big Cypress Swamp. Agencias como el Cuerpo de Ingenieros del Ejército y el Servicio de Pesca y Vida Silvestre de los Estados Unidos eran responsables de mantener la Ley de Aguas Limpias y la Ley de Especies en Peligro, pero aun así aprobaron el 99% de todos los permisos para construir en humedales y territorio de panteras. Una reserva genética limitada también es un peligro. Los biólogos introdujeron ocho hembras de puma de Texas (Puma concolor) en 1995 para diversificar los genes, y en 2008 había entre 80 y 120 panteras en libertad.
Tal vez la pérdida más dramática de cualquier grupo de animales haya sido la de las aves zancudas. A finales del siglo XIX, los testigos presenciales estimaban su número en unos 2,5 millones. Sin embargo, las garcetas níveas (Egretta thula), las espátulas rosadas (Platalea ajaja) y las garcetas rojizas (Egretta rufescens) fueron cazadas hasta el borde de la extinción por las coloridas plumas que utilizaban en los sombreros de las mujeres. Después de 1920, aproximadamente, cuando pasó la moda, su número volvió en la década de 1930, pero en los 50 años siguientes las acciones de la C&SF perturbaron aún más las poblaciones. Cuando se construyeron los canales, se restringió el flujo natural de agua de los manglares cercanos a la costa de la bahía de Florida. De una estación húmeda a otra, los peces eran incapaces de llegar a los lugares tradicionales para repoblar cuando el agua era retenida por la C&SF. Las aves se vieron obligadas a volar más lejos de sus nidos para buscar comida. En la década de 1970, el número de aves había disminuido un 90%. Muchas de las aves se trasladaron a colonias más pequeñas en las WCA para estar más cerca de una fuente de alimento, lo que dificultó su recuento. Sin embargo, su número sigue siendo mucho menor que antes de la construcción de los canales.

### Especies invasoras
Alrededor de 6 millones de personas se trasladaron al sur de Florida entre 1940 y 1965. Con un millar de personas trasladándose a Miami cada semana, el desarrollo urbano se cuadruplicó. A medida que la población humana crecía rápidamente, también aumentaba el problema de las especies exóticas de plantas y animales. Muchas especies de plantas fueron traídas al sur de Florida desde Asia, América Central o Australia como decoración paisajística. Los animales exóticos importados por el comercio de mascotas se han escapado o han sido liberados. Los controles biológicos que mantienen a las especies invasoras en menor tamaño y número en sus tierras nativas a menudo no existen en los Everglades, y compiten con las asediadas especies nativas por el alimento y el espacio. De las especies vegetales importadas, la melaleuca (Melaleuca quinquenervia) es la que más problemas ha causado. Las melaleucas crecen una media de 30 m en los Everglades, frente a los 7,6 a 18,3 m de su Australia natal. Se trajeron al sur de Florida como cortavientos y se sembraron deliberadamente en zonas pantanosas porque absorben grandes cantidades de agua. En una región sometida regularmente a los incendios, las melaleucas son resistentes al fuego y sus semillas se propagan con mayor eficacia por el fuego. Son demasiado densas para que aniden en ellas aves zancudas de gran envergadura y ahogan la vegetación autóctona. Los costes de control de las melaleucas ascendieron a 2 millones de dólares en 1998 en el Parque Nacional de los Everglades. En la Reserva Nacional del Gran Ciprés, las melaleucas cubrían 480 km² (186 millas cuadradas) en su punto más dominante en la década de 1990.

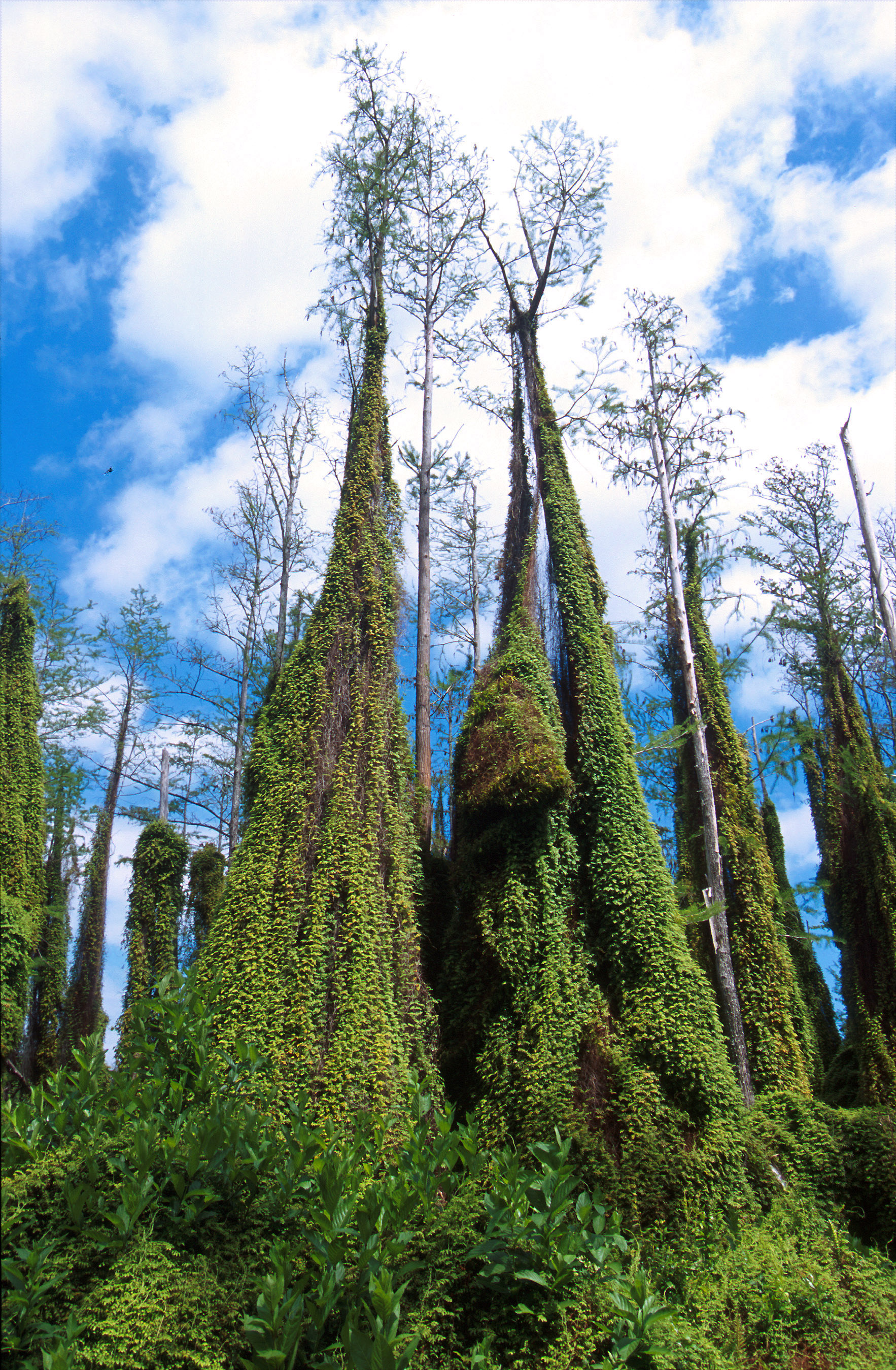
Los helechos trepadores invaden los cipreses de los Everglades. Los helechos actúan como "escaleras de incendios" que pueden destruir árboles que, de otro modo, sobrevivirían a los incendios.

La pimienta de Brasil (Schinus terebinthifolius) llegó al sur de Florida como arbusto ornamental y se dispersó por los excrementos de aves y otros animales que comían sus bayas de color rojo brillante. Prospera en terrenos agrícolas abandonados creciendo en bosques demasiado densos para que las aves zancudas puedan anidar en ellos, de forma similar a las melaleucas. Crece rápidamente, sobre todo después de los huracanes, y ha invadido bosques de pinares. Tras el huracán Andrew, científicos y voluntarios limpiaron los pinares dañados de pimienta brasileña para que los árboles autóctonos pudieran volver a su estado natural.
La especie que más impide la restauración es el helecho trepador del Viejo Mundo (Lygodium microphyllum), introducido en 1965. El helecho crece rápida y densamente en el suelo, dificultando el paso de animales terrestres como osos negros y panteras. Los helechos también crecen como enredaderas en las partes más altas de los árboles, y los incendios trepan por los helechos en "escaleras de fuego" para quemar partes de los árboles que no son naturalmente resistentes al fuego.
Se han introducido varias especies animales en los cursos de agua de los Everglades. Se liberan muchos peces tropicales, el más perjudicial de los cuales es la tilapia azul (Oreochromis aureus), que construye grandes nidos en aguas poco profundas. La tilapia también consume la vegetación que normalmente utilizarían los peces jóvenes autóctonos para cubrirse y protegerse.
Los reptiles tienen una especial afinidad con el ecosistema del sur de Florida. Prácticamente todos los lagartos que aparecen en los Everglades han sido introducidos, como el anole marrón (Anolis sagrei) y el geco doméstico tropical (Hemidactylus mabouia). La iguana verde herbívora (Iguana iguana) puede reproducirse rápidamente en hábitats silvestres. Sin embargo, el reptil que se ha ganado la atención de los medios de comunicación por su tamaño y su potencial para dañar a niños y animales domésticos es la pitón birmana (Python bivittatus), que se ha extendido rápidamente por la zona. La pitón puede alcanzar los 6,1 m de longitud y compite con los caimanes por la cima de la cadena alimentaria.
Aunque también hay aves exóticas como loros y periquitos en los Everglades, su impacto es insignificante. Por el contrario, quizá el animal que más daño causa a la fauna autóctona sea el gato doméstico o asilvestrado. En todo EE. UU., los gatos son responsables de aproximadamente mil millones de muertes de aves al año. Se calcula que hay 640 por milla cuadrada; los gatos que viven en zonas suburbanas tienen efectos devastadores sobre las aves migratorias y los conejos de los pantanos.

### Base aérea de Homestead
El huracán Andrew azotó Miami en 1992, causando daños catastróficos en la base aérea de Homestead. Un plan para rejuvenecer la propiedad en 1993 y convertirla en un aeropuerto comercial fue acogido con entusiasmo por las entidades municipales y comerciales locales, que esperaban recuperar 480 millones de dólares y 11.000 puestos de trabajo perdidos en la comunidad local por la destrucción y posterior cierre de la base. El 31 de marzo de 1994, la base fue designada como base de reserva, funcionando sólo a tiempo parcial. Un somero estudio medioambiental realizado por las Fuerzas Aéreas fue considerado insuficiente por los grupos conservacionistas locales, que amenazaron con demandar para detener la adquisición cuando se proyectaron estimaciones de 650 vuelos diarios. Los grupos ya se habían alarmado en 1990 por la inclusión de la base aérea de Homestead en una lista de las propiedades más contaminadas del Gobierno de EE. UU. Entre sus preocupaciones también figuraban el ruido y las inevitables colisiones con aves que utilizan los manglares como nidos. También les preocupaba el ruido y las inevitables colisiones con aves que utilizan los manglares como nidos. La base aérea está situada entre el Parque Nacional de los Everglades y el Parque Nacional de Biscayne, por lo que podría perjudicar a ambos. En 2000, el Secretario de Interior, Bruce Babbitt, y el director de la Agencia de Protección Medioambiental de Estados Unidos expresaron su oposición al proyecto, a pesar de que otras agencias de la Administración Clinton habían trabajado previamente para garantizar que la base se traspasara a las agencias locales de forma rápida y sin problemas como "un modelo de eliminación de bases". Aunque se intentó que la base fuera más respetuosa con el medio ambiente, en 2001 los intereses comerciales locales que promovían el aeropuerto perdieron el apoyo federal.

## Plan Integral de Restauración de los Everglades

### Sur de Florida sostenible
A pesar de los éxitos de la Ley de los Everglades para Siempre (“Everglades Forever”) y del descenso de los niveles de mercurio, la atención se intensificó en los Everglades en la década de 1990, a medida que disminuía la calidad de vida en las áreas metropolitanas del sur de Florida. Cada vez estaba más claro que las poblaciones urbanas consumían niveles cada vez más insostenibles de recursos naturales. Un informe titulado "The Governor's Commission for a Sustainable South Florida", presentado a Lawton Chiles en 1995, identificaba los problemas a los que se enfrentaban el estado y los gobiernos municipales. El informe señalaba que la degradación de la calidad natural de los Everglades, la bahía de Florida y otras masas de agua del sur de Florida provocaría una importante disminución del turismo (12.000 empleos y 200 millones de dólares anuales) y de los ingresos procedentes de la pesca comercial comprometida (3.300 empleos y 52 millones de dólares anuales). El informe señalaba que los abusos y el descuido del medio ambiente en el pasado habían llevado a la región a "una coyuntura precipitada" en la que los habitantes del sur de Florida se enfrentaban a peligros para la salud por la contaminación del aire y el agua; además, las condiciones urbanas de hacinamiento e inseguridad perjudicaban la reputación del estado. Señalaba que, aunque la población había aumentado un 90% en las dos décadas anteriores, los vehículos matriculados habían aumentado un 166%. Sobre la calidad y disponibilidad del agua, el informe afirmaba: "[La] frecuente escasez de agua... crea la ironía de un sistema natural que muere de sed en un entorno subtropical con más de 53 pulgadas de lluvia al año".
Sin embargo, la restauración de los Everglades se convirtió brevemente en una causa bipartidista en la política nacional. Se propuso un controvertido impuesto de un penique por libra (2 céntimos/kg) sobre el azúcar para financiar algunos de los cambios necesarios para ayudar a disminuir el fósforo y realizar otras mejoras en el agua. Se pidió a los votantes del estado que apoyaran el impuesto, y los ecologistas pagaron 15 millones de dólares para fomentar la cuestión. Los grupos de presión de la industria azucarera respondieron con 24 millones de dólares en publicidad para desalentarla y lo consiguieron; se convirtió en la cuestión electoral más cara de la historia del estado. Sin embargo, en el año electoral de 1996, el senador republicano Bob Dole propuso que el Congreso concediera al Estado de Florida 200 millones de dólares para adquirir terrenos para los Everglades. El vicepresidente demócrata Al Gore prometió que el gobierno federal compraría 400 km² (100.000 acres) de terreno en los EAA para entregarlos a la restauración. El politiqueo redujo la cifra a 50.000 acres (200 km²), pero tanto el gesto de Dole como el de Gore fueron aprobados por el Congreso.

### Nuevo estudio de los proyectos del centro y sur de Florida

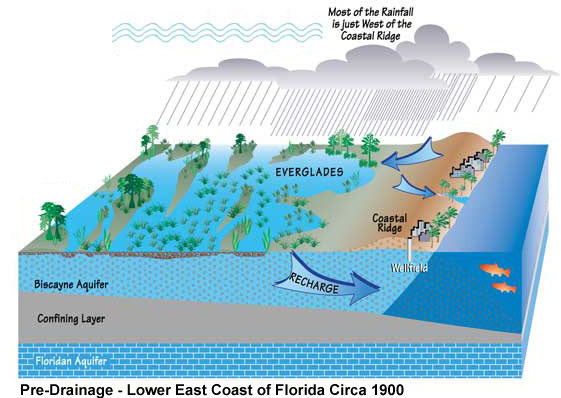
Patrones naturales de drenaje del agua antes del desarrollo en el sur de Florida, circa 1900

Como parte de la Ley de Desarrollo de Recursos Hídricos de 1992, el Congreso autorizó una evaluación de la eficacia del Proyecto de Control de Inundaciones del Centro y Sur de Florida. En 1999 se presentó al Congreso un informe conocido como "Restudy", redactado por el Cuerpo de Ingenieros del Ejército de EE. UU. y el Distrito de Administración del Agua del Sur de la Florida. En él se citaban indicadores de los daños sufridos por el sistema: una reducción del 50% de los Everglades originales, disminución del almacenamiento de agua, sincronización perjudicial de la liberación de agua, una disminución de entre el 85 y el 90% de las poblaciones de aves zancudas en los últimos 50 años y el descenso de la producción de la pesca comercial. Las masas de agua, como el lago Okeechobee, el río Caloosahatchee, el estuario de St. Lucie, la laguna de Lake Worth, la bahía de Biscayne, la bahía de Florida y los Everglades, reflejaron cambios drásticos en el nivel del agua, hipersalinidad y cambios drásticos en los ecosistemas marinos y de agua dulce.  El informe Restudy señalaba que el deterioro general de la calidad del agua en los últimos 50 años se debía a la pérdida de humedales, que actúan como filtros de las aguas contaminadas, y predecía que, si no se intervenía, todo el ecosistema del sur de Florida se deterioraría. Los canales transportaban diariamente unos 640.000 millones de galones (170.000 millones de litros) de agua al océano Atlántico o al golfo de México, por lo que no había posibilidad de almacenar agua y, sin embargo, las inundaciones seguían siendo un problema. Sin cambios en el sistema actual, el reestudio preveía que sería necesario restringir el agua cada dos años, y anualmente en algunos lugares. También advertía de que revisar algunas partes del proyecto sin dedicar esfuerzos a un plan global general sería insuficiente y probablemente perjudicial.

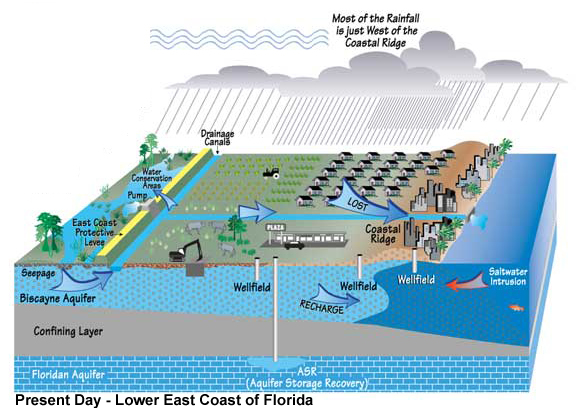
Patrones actuales de drenaje del agua en el sur de Florida en 2005

Tras evaluar diez planes, el reestudio recomendó una estrategia global que costaría 7.800 millones de dólares en 20 años. El plan aconsejaba tomar las siguientes medidas:
- Crear embalses de almacenamiento de aguas superficiales para captar 1.500.000 acres-pies (1,9 km³) de agua en varios lugares que ocupan 181.300 acres (734 km²).[61]
- Crear zonas de reserva de agua entre Miami-Dade y Palm Beach y los Everglades orientales para tratar las aguas de escorrentía.[61]
- Gestionar el lago Okeechobee como recurso ecológico para evitar las drásticas subidas y bajadas del nivel del agua del lago que son perjudiciales para la vida animal y vegetal acuática y alteran los sedimentos del lago.[61]
- Mejorar el suministro de agua a los estuarios para reducir el rápido vertido de agua sobrante a los estuarios de Caloosahatchee y St. Lucie, que altera el equilibrio de nutrientes y provoca lesiones en los peces. En su lugar, los vertidos de aguas pluviales se enviarían a embalses.[62]
- Construir humedales de tratamiento como Áreas de Tratamiento de Aguas Pluviales a lo largo de 144 km² (35.600 acres), que disminuirían la cantidad de contaminantes en el medio ambiente.[62]
- Mejorar los suministros de agua a los Everglades aumentándolos en un 26% aproximadamente en Shark River Slough.[62]

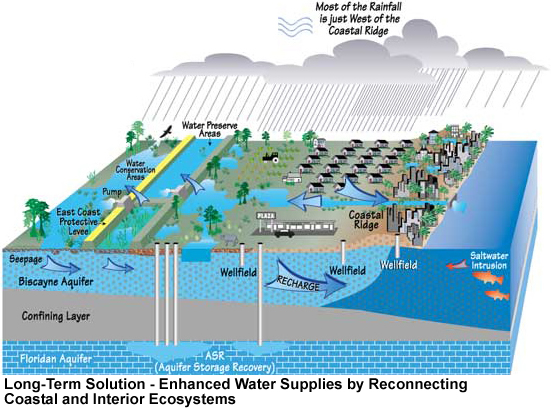
Planes de recuperación y almacenamiento de agua mediante estrategias del CERP

- Planes de recuperación y almacenamiento de agua mediante estrategias del CERPEliminar las barreras al flujo laminar destruyendo o eliminando 390 km (240 millas) de canales y diques, en concreto eliminando el Canal de Miami y reconstruyendo el sendero Tamiami, que pasaría de ser una autopista a tener alcantarillas y puentes para permitir que el flujo laminar vuelva a un ritmo más natural en el Parque Nacional de los Everglades.[63]
- Almacenar agua en canteras y reutilizar las aguas residuales aprovechando las canteras existentes para abastecer el área metropolitana del sur de Florida, así como la bahía de Florida y los Everglades. Construir dos plantas de tratamiento de aguas residuales capaces de verter 22.000 millones de galones estadounidenses (83 Gl) al día para recargar el acuífero de Biscayne.[63]

El informe afirmaba que la aplicación de todas las medidas recomendadas "daría lugar a la recuperación de ecosistemas sanos y sostenibles en todo el sur de Florida". El informe admitía que no tenía todas las respuestas, aunque ningún plan podría tenerlas. Sin embargo, preveía que se restaurarían las "características definitorias esenciales de los humedales anteriores al drenaje en gran parte del sistema restante", que aumentarían las poblaciones de todos los animales y que los patrones de distribución animal volverían a su estado natural. Los críticos expresaron su preocupación por algunas tecnologías no utilizadas; los científicos no estaban seguros de que las canteras contuvieran tanta agua como se sugería y de si el agua albergaría bacterias nocivas procedentes de las canteras. Otra preocupación era la sobrecarga de los acuíferos, ya que no era una técnica que se hubiera intentado antes.

Aunque era optimista, el informe Restudy señaló,
Es importante comprender que los Everglades "restaurados" del futuro serán diferentes de cualquier versión de los Everglades que haya existido en el pasado. Aunque sin duda será muy superior al ecosistema actual, no será completamente igual al sistema anterior al drenaje. Esto no es posible, a la luz de los cambios físicos irreversibles que se han hecho (sic) en el ecosistema. Será un Everglades más pequeño y con una disposición algo diferente a la del ecosistema histórico. Pero serán unos Everglades restaurados con éxito, porque habrán recuperado los patrones hidrológicos y biológicos que definían los Everglades originales y que los hacían únicos entre los sistemas de humedales del mundo. Se convertirá en un lugar que reavivará el carácter salvaje y la riqueza de los antiguos Everglades.
El informe fue el resultado de la cooperación de muchos organismos que a menudo tenían objetivos contrapuestos. Se presentó un borrador inicial a la dirección del Parque Nacional de los Everglades, que afirmó que no se suministraría suficiente agua al parque con la rapidez necesaria, que la prioridad era suministrar agua a las zonas urbanas. Cuando amenazaron con negarse a apoyarlo, el plan se reescribió para proporcionar más agua al parque. Sin embargo, los indios Miccosukee tienen una reserva entre el parque y los dispositivos de control del agua, y amenazaron con demandar para asegurarse de que sus tierras tribales y un casino de 50 millones de dólares no se inundarían. Otros intereses especiales también estaban preocupados por que las empresas y los residentes pasaran a un segundo plano después de la naturaleza. Sin embargo, los Everglades resultaron ser una causa bipartidista. El Plan Integral de Restauración de los Everglades (CERP por sus siglas en inglés) fue autorizado por la Ley de Desarrollo de Recursos Hídricos de 2000 y promulgado por el presidente Bill Clinton el 11 de diciembre de 2000. Aprobó el uso inmediato de 1.300 millones de dólares para su ejecución, que se repartirían entre el gobierno federal y otras fuentes.

### Puesta en marcha
El Estado de Florida informa de que ha gastado más de 2.000 millones de dólares en los diversos proyectos desde que se firmó el CERP. Se han construido más de 150 km² de zonas de tratamiento de aguas pluviales para filtrar 2.300 t de fósforo de las aguas de los Everglades. En 2004 se construyó una STA de 69 km², lo que la convierte en el mayor proyecto de restauración ambiental del mundo. El Estado de Florida ha comprado el 55% de los terrenos necesarios para la restauración, que suman 850,5 km². Se puso en marcha un plan denominado "Acceler8", para acelerar la construcción y financiación del proyecto, que impulsó el inicio de seis de los ocho proyectos de construcción, incluido el de tres grandes embalses.
A pesar de la buena voluntad bipartidista y las declaraciones sobre la importancia de los Everglades, la región sigue en peligro. Las maniobras políticas 
siguen obstaculizando el CERP: los grupos de presión azucareros promovieron un proyecto de ley en la legislatura de Florida en 2003 que aumentaba la cantidad aceptable de fósforo en las vías fluviales de los Everglades de 10 ppb a 15 ppb y ampliaba en 20 años el plazo para la disminución obligatoria. Finalmente se llegó a un compromiso en 2016. A las organizaciones ecologistas les preocupa que los intentos de acelerar algunas de las obras a través de Acceler8 estén motivados políticamente; los seis proyectos en los que se centra Acceler8 no proporcionan más agua a zonas naturales que la necesitan desesperadamente, sino a proyectos en zonas pobladas limítrofes con los Everglades, lo que sugiere que se está desviando agua para hacer sitio a más personas en un entorno ya sobrecargado. Aunque el Congreso prometió la mitad de los fondos para la restauración, tras el inicio de la Guerra de Irak y la jubilación de dos de los principales partidarios del CERP en el Congreso, el papel federal en el CERP quedó incumplido. Según un artículo publicado en The New York Times, los funcionarios estatales afirman que la restauración se ha perdido en un laberinto de "burocracia federal, víctima de la 'parálisis del análisis'". En 2007, el Congreso aprobó la asignación de 2.000 millones de dólares para la restauración de los Everglades, anulando el veto del Presidente George W. Bush a todo el Proyecto de Desarrollo Hídrico del que formaba parte el dinero. El raro veto de Bush fue en contra de los deseos de los republicanos de Florida, incluido su hermano, el gobernador Jeb Bush. La falta de acción posterior por parte del Congreso llevó al gobernador Charlie Crist a viajar a Washington D. C. en febrero de 2008 para interesarse por los fondos prometidos. En junio de 2008, el gobierno federal sólo había gastado 400 millones de dólares de los 7.800 millones legislados. Carl Hiaasen caracterizó la actitud de George W. Bush hacia el medio ambiente como la de una persona que se preocupa por el medio ambiente. En junio de 2008, Carl Hiaasen calificó la actitud de George W. Bush hacia el medio ambiente de "indiferencia de larga data", ejemplificada cuando Bush declaró que no intervendría para cambiar la política de la Agencia de Protección Ambiental de Estados Unidos (EPA por sus siglas en inglés) que permitía el vertido de agua contaminada con fertilizantes y fósforo en los Everglades.

### Reevaluación del CERP
La Florida sigue recibiendo mil nuevos residentes al día y los terrenos destinados a la restauración y recuperación de humedales suelen comprarse y venderse antes de que el Estado tenga la oportunidad de pujar por ellos. El precio competitivo de las propiedades inmobiliarias también las lleva más allá de la capacidad de compra del Estado. Dado que el Estado de Florida colabora en la compra de tierras y financia la construcción, algunos de los programas del CERP son vulnerables a los recortes presupuestarios estatales. En junio de 2008, el gobernador Crist anunció que el Estado de Florida compraría U.S. Sugar por 1.700 millones de dólares. La idea surgió cuando los grupos de presión del sector azucarero intentaban persuadir a Crist para que suavizara las restricciones a la práctica de U.S. Sugar de bombear agua cargada de fósforo a los Everglades. Según uno de los miembros del grupo de presión, que lo calificó de "momento duh", Crist dijo: "Si el azúcar está contaminando los Everglades, y estamos pagando para limpiarlos, ¿por qué no nos deshacemos del azúcar?" El mayor productor de azúcar de caña de EE. UU. seguirá operando durante seis años, y cuando la propiedad pase a Florida, 760 km² de los Everglades permanecerán sin explotar para permitir su restauración a su estado anterior al drenaje.
En septiembre de 2008, el Consejo Nacional de Investigación (NRC), un organismo sin ánimo de lucro que ofrece asesoramiento científico y político al gobierno federal, presentó un informe sobre los avances del CERP. El informe señalaba "escasos avances" en la restauración debido a problemas presupuestarios, de planificación y burocráticos. El informe del NRC calificaba a los Everglades como uno de los "ecosistemas más preciados del mundo" que se está viendo aún más amenazado por la falta de avances: "El continuo retraso en la restauración de los Everglades no sólo ha pospuesto las mejoras, sino que ha permitido que continúe el declive ecológico". Citaba la disminución de las islas arbóreas y el crecimiento negativo de la población de Rostrhamus sociabilis o milano caracolero de los Everglades, especie en peligro de extinción, y de Ammospiza maritima, el gorrión marino del Cabo Sable. La falta de agua que llega al Parque Nacional de los Everglades se calificó como "una de las historias más desalentadoras" de la aplicación del plan. El NRC recomendó mejorar la planificación a nivel estatal y federal, evaluar anualmente cada proyecto del CERP y seguir adquiriendo tierras para su restauración. A la restauración de los Everglades se destinaron 96 millones de dólares en fondos federales como parte de la Ley de Reinversión y Recuperación de Estados Unidos de 2009, con la intención de proporcionar puestos de trabajo en la administración pública y la construcción al tiempo que se ejecutaban los proyectos de reparación legislados.
En enero de 2010 se iniciaron las obras del canal C-111, construido en la década de 1960 para drenar tierras de cultivo de regadío, con el fin de reconstruirlo y evitar que desvíe agua del Parque Nacional de los Everglades. Ese mismo mes, el gobernador Crist anunció que se destinarían 50 millones de dólares a la restauración de los Everglades. En abril de ese mismo año, un juez federal de distrito criticó duramente el incumplimiento de los plazos por parte del Estado y del gobierno federal, calificando de "retraso glacial" la ralentización de las labores de limpieza y de "incomprensible" la negligencia del gobierno en la aplicación de la legislación medioambiental.

## Lectura adicional
- Alderson, Doug. 2009. Nuevo amanecer para el río Kissimmee. Gainesville, FL: University Press of Florida. ISBN 978-0-8130-3395-2
- Los Everglades en tiempos de Marjory Stoneman Douglas Exposición fotográfica creada por los Archivos Estatales de Florida